# 사슴쥐
사슴쥐(Peromyscus maniculatus)는 비단털쥐과에 속하는 설치류의 일종이다.

## 특징
사슴쥐는 몸집이 작고, 꼬리의 길이는 8~10cm이다. 사슴쥐의 부드러운 모피 색깔은 흰색에서 검은색까지 다양할 수 있지만, 모든 사슴쥐는 흰색 밑바닥과 흰색 발이 있다.